# Pothaeus armatus
Pothaeus armatus là một loài nhện trong họ Thomisidae.
Loài này thuộc chi Pothaeus. Pothaeus armatus được Tord Tamerlan Teodor Thorell miêu tả năm 1895.